# Friedensstadt Weißenberg
Die Friedensstadt Weißenberg ist ein christliches Siedlungswerk mit verschiedenen sozialen, medizinisch-therapeutischen und pädagogischen Einrichtungen im Trebbiner Ortsteil Glau (Landkreis Teltow-Fläming), 35 Kilometer südlich von Berlin. Es wurde 1918 durch den Religions- und Sozialreformer Joseph Weißenberg (1855–1941) begründet, am 19. Dezember 1920 erfolgte die Grundsteinlegung des ersten Hauses. Heute ist die Johannische Kirche Eigentümerin der Siedlung, in der zu Beginn des Jahres 2014 fast 400 Menschen in 260 Wohnungen beziehungsweise Eigenheimen leben.
Die Friedensstadt ist ein markanter Ort im Land Brandenburg unweit des Blankensees mit kulturhistorischer Bedeutung, in dem die Brüche der deutschen Geschichte deutlich sichtbar und spürbar werden. Dies wurde vom Brandenburgischen Ministerium für Wissenschaft, Forschung und Kultur sowie von der Europäischen Union bestätigt und durch die Förderung eines Besucherleitsystems zum Ausdruck gebracht. Ein Teil der historischen Gebäude der Siedlung ist denkmalgeschützt.

## Gründung
Die Friedensstadt kann als Teil der Siedlungsbewegung, die nach dem Ersten Weltkrieg in Deutschland viele Einrichtungen entstehen ließ, gesehen werden. Dennoch weist sie im Kontext der Wohnungsbaugenossenschaften Besonderheiten auf. In architektonischer Hinsicht entstand eine kleinteilige Bauweise. Darüber hinaus strebten die Siedler nach den leidvollen Erfahrungen des Krieges unter dem programmatischen Namen Friedensstadt ein soziales Gemeinwesen auf religiöser Grundlage an. Dies wurde durch die Schaffung von Wohnraum, Arbeitsplätzen und sozialen Einrichtungen (Altersheim, Schule, Gemeinschaftseinrichtungen) umgesetzt. Darüber hinaus verband die Bewohner ein religiöses Gemeinschaftserleben.
Errichtet wurde die Friedensstadt auch durch Spendenmittel, was in der Weimarer Republik eine Zeitung zu der Überschrift veranlasste: „Eine Stadt aus Trauringen erbaut“. Joseph Weißenberg forderte nach dem Ersten Weltkrieg die Anhänger seiner religiösen Sammlungsbewegung zu Spenden für dieses Siedlungsprojekt auf, mit dem noch vor der Inflation begonnen werden konnte. Als Genossenschaft organisiert, konnte die Friedensstadt auf eine große Zahl von Förderern und Unterstützern zählen.
Die Friedensstadt entwickelte sich in den 1920er-Jahren zu einer der größten privaten Siedlungen Deutschlands, was in der nationalen und internationalen Fachpresse entsprechend gewürdigt wurde. In nur 15 Jahren entstanden auf 80 Hektar etwa 40 Gebäude für 400 Bewohner: Wohnhäuser, Schule, Altersheim, Landwirtschaftsbetrieb, Werkstätten, die Kirche auf dem Waldfriedengelände im benachbarten Blankensee und anderes. Insgesamt gehörten zur Friedensstadt 400 Hektar Fläche. Wirtschaftlich war die Siedlung nach wenigen Jahren trotz Inflation und Weltwirtschaftskrise dank ihrer Betriebe (Landwirtschaft, Wäscherei, Gastronomie) weitgehend autark.
1925 errichtete Weißenberg in den Glauer Bergen einen kircheneigenen Friedhof. Beide Türen des Portals zeigen die Buchstaben Alpha und Omega sowie das Christusmonogramm. Über den Türen der Friedhofskapelle steht in goldenen Buchstaben:

Ein Abschiednehmen für jene Welt

So ist der Heimgang recht bestellt

Der Eingang in die Himmelshöhn

Das ist des Geistes Auferstehn

Friedhof in Glau
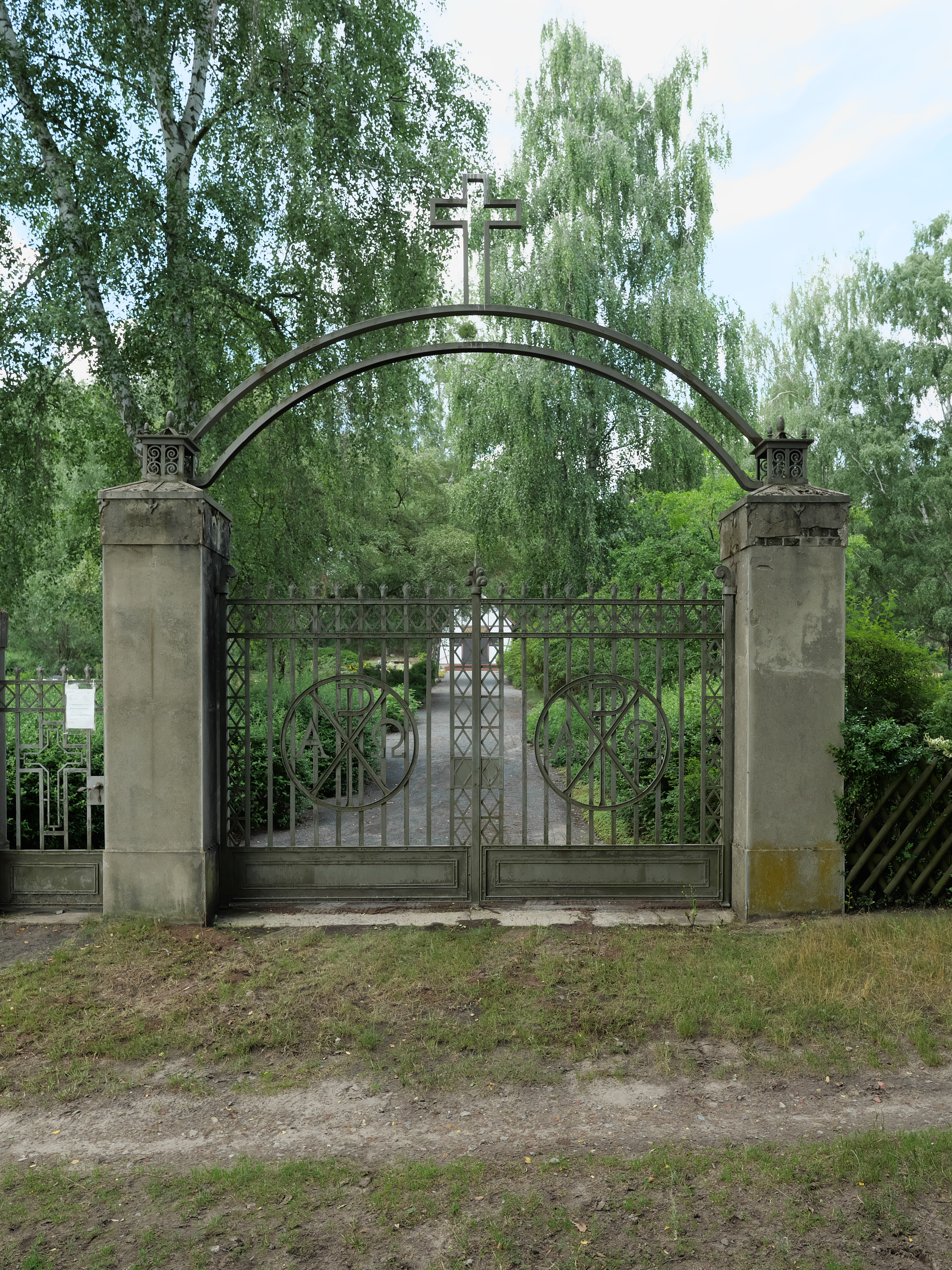
Portal
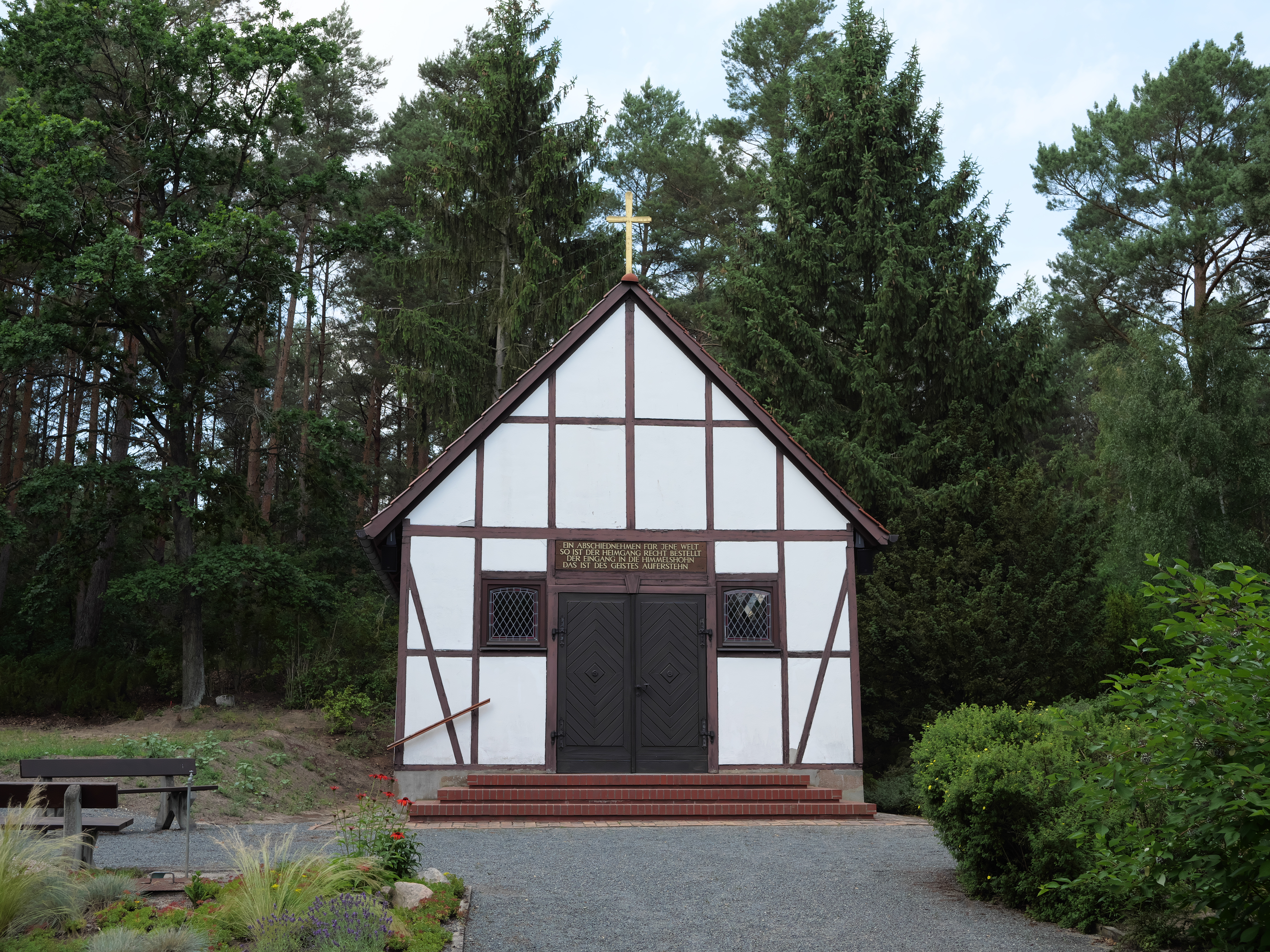
Kapelle
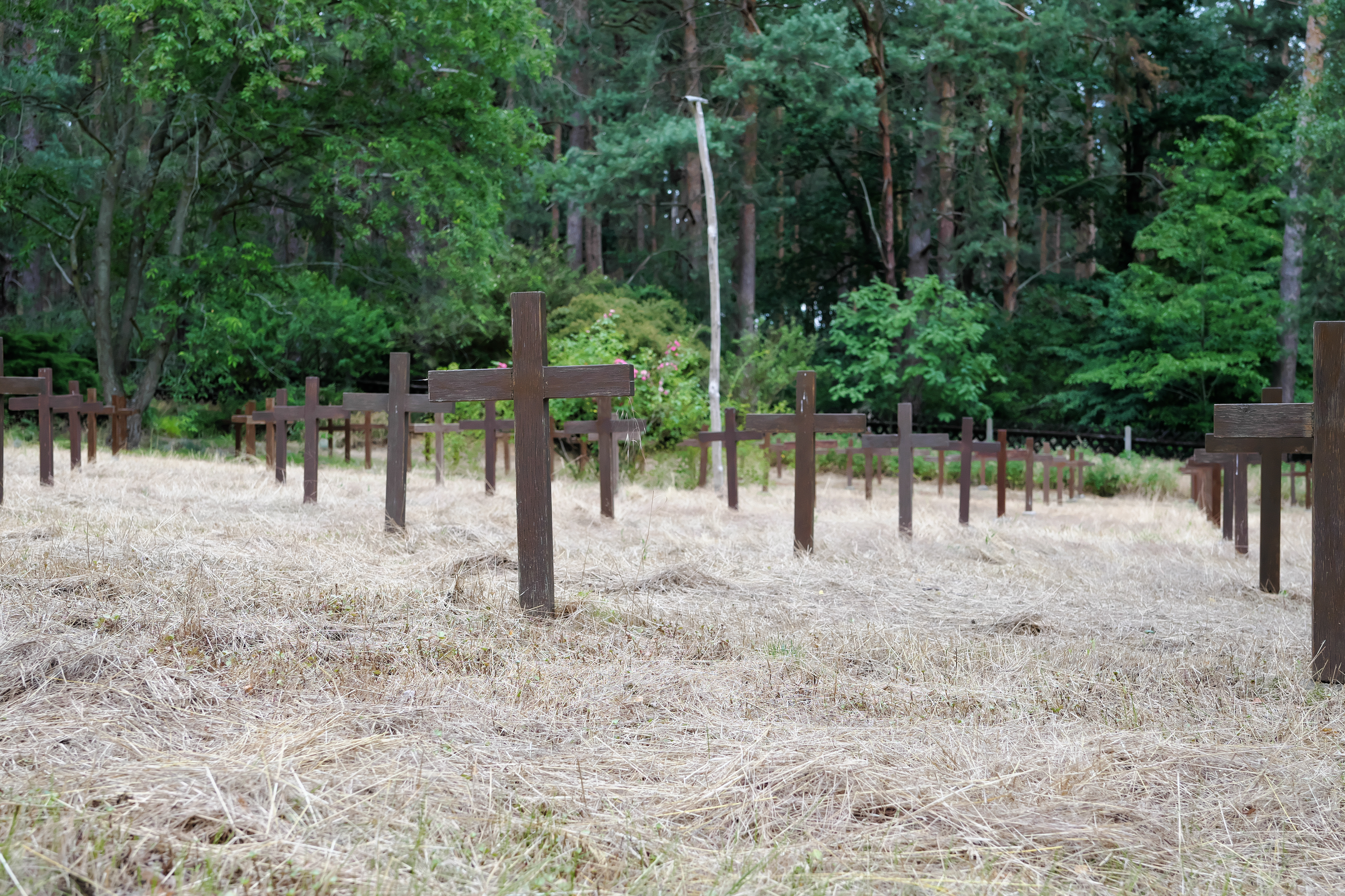
Holzkreuze
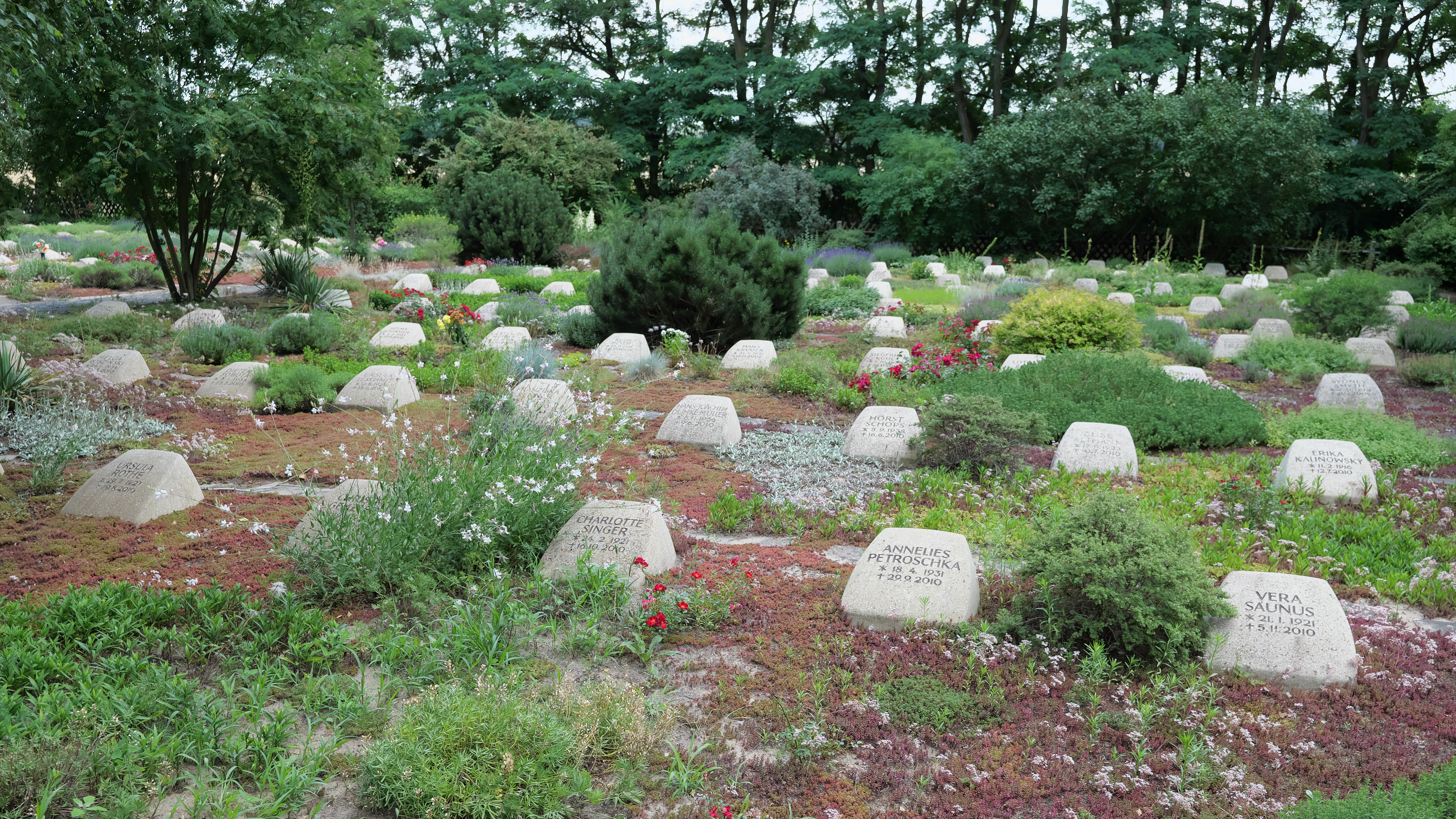
Grabsteine

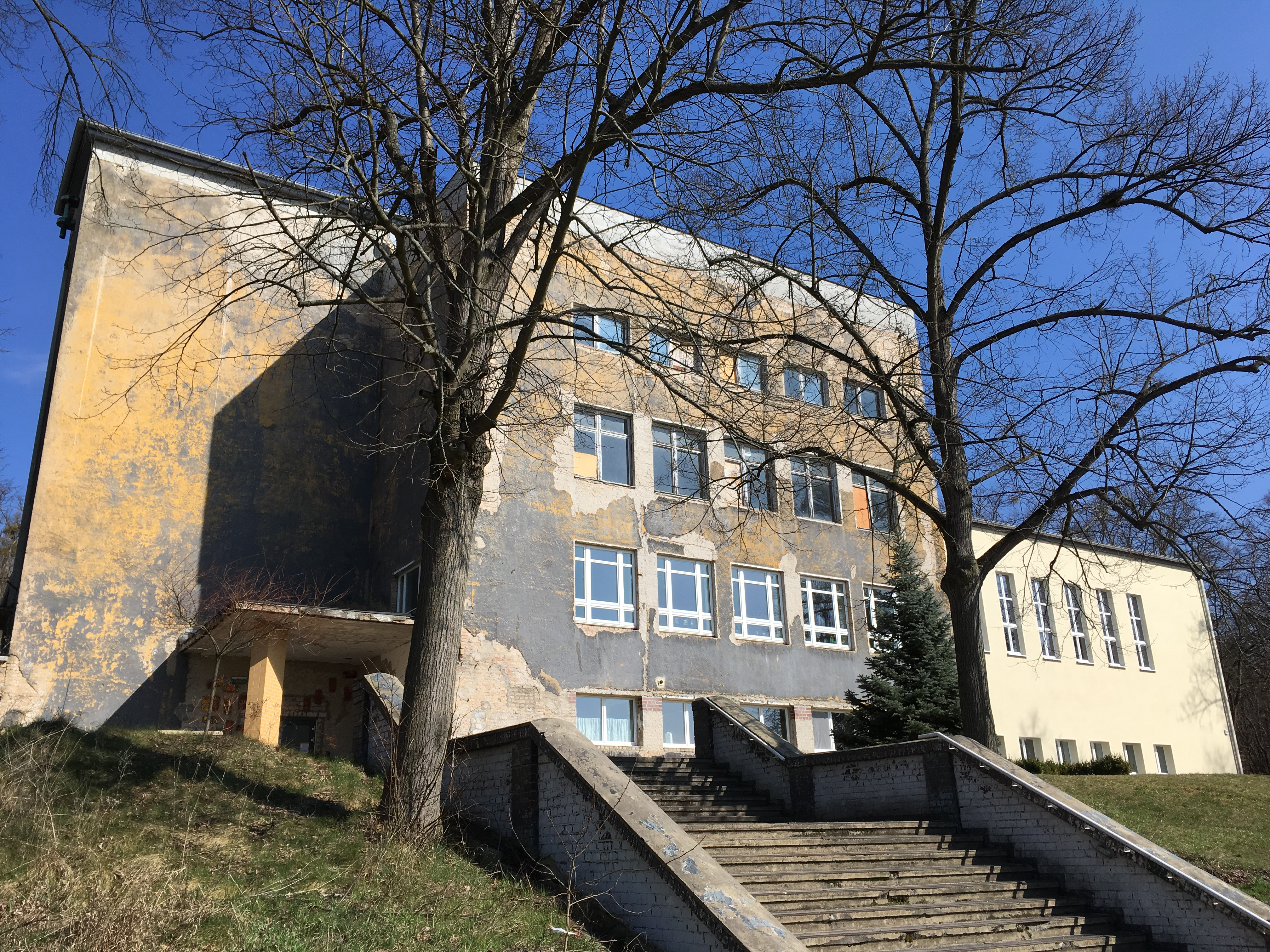
Ehemalige Schule

Als letztes Gebäude vor dem Verbot der Kirche entstand im Jahr 1934 die Schule im Bauhaus-Stil.

## Enteignung
Die Organisation des Siedlungswerks fand im NS-Regime ein jähes Ende. Die Vereine der 1926 aus Weißenbergs religiöser Sammlungsbewegung hervorgegangenen Evangelisch-Johannischen Kirche (seit 1975: Johannische Kirche) wurden im Zuge der Gleichschaltung in NS-Organisationen zwangseingegliedert. 1931 eröffnete auf dem Gelände in einem ehemaligen Wohnhaus das Restaurant Goldene Sonne mit einem Saal, der bis zu 600 Personen Platz bot. Ab 1934 wurden Joseph Weißenberg, die Evangelisch-Johannische Kirche sowie das Siedlungswerk in der NS-Presse verleumdet, am 17. Januar 1935 die Kirche verboten, ihr Eigentum beschlagnahmt, Weißenberg verhaftet und – wie andere Systemgegner auch – in einem Unrechtsprozess als Sittlichkeitsverbrecher verurteilt.
Die Bewohner der Friedensstadt wurden bis 1938 von der Waffen-SS vertrieben, die Gelände und Gebäude besetzte. Von 1941 bis 1945 waren Bestattungen auf dem Friedhof verboten. In der Schule wurde eine Küche eingerichtet. Von 1942 bis Januar 1945 befand sich auf einem Teil des Geländes eine Außenstelle des KZ Sachsenhausen.
Das NS-Regime ließ nichts unversucht, diesen Maßnahmen einen legalen Anstrich zu geben. Nachdem die Genossenschaftsvertreter sich trotz erheblichen Drucks durch die Geheime Staatspolizei einer Veräußerung der Siedlung widersetzten, wurde noch im Frühjahr 1945 der Zwangsverkauf gerichtlich vollzogen. Diese offenkundige Rechtsverletzung in Form einer Enteignung war Grund für die spätere Rückgabe der Friedensstadt an die Johannische Kirche.

## Sowjetische Garnison
Nach dem Zweiten Weltkrieg fiel das Gelände der Friedensstadt in die Hände der Besatzungsmacht. Die Rote Armee der Sowjetunion errichtete dort die Garnison Glau als stark gesichertes militärisches Objekt. Dadurch scheiterten Bestrebungen der Johannischen Kirche, die Siedlung zurückzuerhalten. Jedoch gab die Rote Armee der Johannischen Kirche unmittelbar nach Kriegsende das Waldfriedengelände mit seiner charakteristischen Doppelbogen-Kirche in Blankensee zurück. Der damalige Kommandant forderte die alten neuen Eigentümer auf: „Beten Sie auch für Russland!“ Die Schule wurde in dieser Zeit von Soldaten bewohnt. Dennoch entstanden auch neue Gebäude, beispielsweise eine Kapelle, die aus Mauersteinen des 1945 zerstörten Gasthofes Waldfrieden errichtet wurde. Das Restaurant wurde umgebaut und in ein Kino umfunktioniert. Dort befand sich eine Ausstellung über die Pioniere der sowjetischen Armee.

## Rückgabe und Wiederaufbau
Mitglieder der Johannischen Kirche – sie ist Rechtsnachfolgerin der Siedlungsgenossenschaft – konnten schon vor Rückgabe der Siedlung erste Bausicherungs- und Instandsetzungsmaßnahmen vornehmen. Am 29. März 1994 fand die offizielle Verabschiedung der Soldaten auf dem 1970 errichteten, südwestlich gelegenen Appellplatz statt. Am 14. Juni 1994 erfolgte die offizielle Übergabe der Friedensstadt durch die mittlerweile russische Armee, nachdem der nach der Wende beim Bundesamt zur Regelung offener Vermögensfragen eingereichte Antrag auf Rückgabe der Friedensstadt Erfolg hatte.
Fast 60 Jahre Fremdnutzung und die Vernachlässigung in der DDR-Zeit haben in der Friedensstadt deutliche Spuren hinterlassen. Viele Gebäude befanden sich zum Zeitpunkt der Rückgabe in einem sehr schlechten Zustand. Zu den ersten Aufgaben gehörten daher die Gebäudesicherung und der Aufbau der technischen Infrastruktur. Darüber hinaus wurden die Wiederherstellung und Modernisierung des Wohnraums wichtiges Ziel und werden wie einst überwiegend durch Spendengelder und Patenschaften finanziert. Auf dem ehemaligen Technikgelände West der Garnison Glau steht heute eine Photovoltaikanlage. Das Heizwerk und die Begrenzungsmauer auf dem Technikgelände Ost hingegen wurden 2014 abgeräumt sowie die beiden 40 m hohen Schornsteine gesprengt. Die ehemalige Schule wurde entkernt; Handwerker richteten in den Räumlichkeiten eine Hausmeisterwohnung, eine Werkstatt und einen Mehrzweckraum ein, in dem Gemeindearbeit und Kulturangebote stattfinden.